# Associazione Calcio Genova 1893 1940-1941
Questa voce raccoglie le informazioni riguardanti l'Associazione Calcio Genova 1893 nelle competizioni ufficiali della stagione 1940-1941.

## Stagione
Nella stagione 1940-1941 il Genova 1893 ha disputato il campionato di Serie A e si è classificato in decima posizione con 29 punti.

## Divise
| Prima divisa |

## Organigramma societario
Area direttiva
- Presidente: Juan Culiolo

Area tecnica
- Allenatore: Ottavio Barbieri

## Rosa
| N. |                   | Ruolo | Calciatore         |
| -- | ----------------- | ----- | ------------------ |
|    | Italia (bandiera) | P     | Carlo Ceresoli     |
|    | Italia (bandiera) | P     | Giovanni Tavoletti |
|    | Italia (bandiera) | D     | Mario Genta        |
|    | Italia (bandiera) | D     | Sergio Marchi      |
|    | Italia (bandiera) | D     | Vittorio Sardelli  |
|    | Italia (bandiera) | C     | Michele Borelli    |
|    | Italia (bandiera) | C     | Bruno Chizzo       |
|    | Italia (bandiera) | C     | Giorgio Michelini  |
|    | Italia (bandiera) | C     | Athos Miniati      |
|    | Italia (bandiera) | C     | Carlo Paoletti     |
|    | Italia (bandiera) | C     | Mario Perazzolo    |

| N. |                      | Ruolo | Calciatore         |
| -- | -------------------- | ----- | ------------------ |
|    | Italia (bandiera)    | C     | Luigi Scarabello   |
|    | Italia (bandiera)    | C     | Andrea Verrina     |
|    | Italia (bandiera)    | C     | Carlo Villa        |
|    | Italia (bandiera)    | A     | Sergio Bertoni (I) |
|    | Italia (bandiera)    | A     | Ugo Conti          |
|    | Italia (bandiera)    | A     | Elisio Gabardo     |
|    | Argentina (bandiera) | A     | Tomás Garibaldi    |
|    | Italia (bandiera)    | A     | Bruno Ispiro       |
|    | Italia (bandiera)    | A     | Alfredo Lazzaretti |
|    | Italia (bandiera)    | A     | Giacomo Neri (II)  |

## Risultati

### Serie A

#### Girone d'andata
| Arbitro: | Zelocchi (Modena) |

|                                                       |           |                       |
| Menti II 37’ (rig.), 56’ Baldini 60’ Di Benedetti 75’ | Marcatori | 15’, 51’, 76’ Gabardo |

| Arbitro: | Galeati (Bologna) |

|                           |           |                      |
| Bertoni I 64’ Gabardo 75’ | Marcatori | 25’ Zironi 63’ Piola |

| Arbitro: | Dattilo (Roma) |

|                   |           |  |
| Lushta 49’ Bo 87’ | Marcatori |  |

| Arbitro: | Barlassina (Novara) |

|  |           |               |
|  | Marcatori | 38’ Puricelli |

| Arbitro: | Conticini (Firenze) |

|                |           |                           |
| Scarabello 29’ | Marcatori | 13’ Barrera 56’ Rosellini |

| Arbitro: | Curradi (Firenze) |

|                    |           |             |
| Torri 21’ Muci 84’ | Marcatori | 27’ Neri II |

| Arbitro: | Dattilo (Roma) |

|                    |           |  |
| Lazzaretti 3’, 42’ | Marcatori |  |

| Arbitro: | Scorzoni (Bologna) |

|                          |           |                           |
| Viani II 56’, 90’ (rig.) | Marcatori | 55’, 79’ (rig.) Bertoni I |

| Arbitro: | Rosso (Casale Monf.) |

|                       |           |              |
| Neri II 30’ Conti 36’ | Marcatori | 58’ Tosolini |

| Arbitro: | Galeati (Bologna) |

|                            |           |  |
| Amadei 11’, 34’ Coscia 75’ | Marcatori |  |

| Arbitro: | Barlassina (Novara) |

|                                             |           |  |
| Miniati 4’, 37’ Michelini 50’ Bertoni I 74’ | Marcatori |  |

| Arbitro: | Dattilo (Roma) |

|           |           |           |
| Pozzo 36’ | Marcatori | 46’ Conti |

| Arbitro: | Carpani (Milano) |

|                      |           |  |
| Bertoni I 76’ (rig.) | Marcatori |  |

| Arbitro: | Scorzoni (Bologna) |

|            |           |            |
| Dugini 55’ | Marcatori | 8’ Neri II |

| Arbitro: | Bertolio (Torino) |

|               |           |             |
| Michelini 80’ | Marcatori | 22’ Menti I |

#### Girone di ritorno
| Arbitro: | Scorzoni (Bologna) |

|  |           |                  |
|  | Marcatori | 51’ Di Benedetti |

| Arbitro: | Mattea (Torino) |

|  |           |           |
|  | Marcatori | 47’ Conti |

| Arbitro: | Dattilo (Roma) |

|                              |           |  |
| Lazzaretti 40’ Bertoni I 63’ | Marcatori |  |

| Arbitro: | Bertolio (Torino) |

|                                              |           |             |
| Sansone 27’ Reguzzoni 60’ Puricelli 74’, 85’ | Marcatori | 77’ Gabardo |

| Arbitro: | Dattilo (Roma) |

|               |           |  |
| Rosellini 44’ | Marcatori |  |

| Arbitro: | Biancone (Roma) |

|           |           |              |
| Conti 16’ | Marcatori | 81’ Versaldi |

| Arbitro: | Scarpi (Dolo) |

|                                                                 |           |  |
| Sardelli 61’ (aut.) Candiani 86’ Campatelli 88’ Ferraris II 90’ | Marcatori |  |

| Arbitro: | Barlassina (Novara) |

|                            |           |  |
| Miniati 37’, 76’ Conti 38’ | Marcatori |  |

| Arbitro: | Mattea (Torino) |

|                                                                      |           |                |
| Cergoli 33’, 81’ De Filippis 53’ Trevisan 60’ Salar 70’ Tosolini 90’ | Marcatori | 43’, 83’ Conti |

| Genova 30 marzo 1941 25ª giornata | Genova 1893        | 0 – 0 | Roma | Stadio Luigi Ferraris\| Arbitro: \| Galletti (Firenze) \| |
| Arbitro:                          | Galletti (Firenze) |       |      |                                                           |

| Arbitro: | Scorzoni (Bologna) |

|                                               |           |                                                                   |
| Michelini 7’ (aut.) Mascheroni 14’ Ossola 41’ | Marcatori | 6’ Gabardo 22’, 65’, 79’ Neri II 50’ (aut.) Allasio 70’ Bertoni I |

| Arbitro: | Galeati (Bologna) |

|                       |           |  |
| Miniati 20’ Conti 58’ | Marcatori |  |

| Venezia 20 aprile 1941 28ª giornata | Venezia           | 0 – 0 | Genova 1893 | Stadio Pierluigi Penzo\| Arbitro: \| Galeati (Bologna) \| |
| Arbitro:                            | Galeati (Bologna) |       |             |                                                           |

| Arbitro: | Saracini (Ancona) |

|                                                  |           |                |
| Conti 50’, 61’ (rig.) Neri II 75’, 84’, 85’, 88’ | Marcatori | 57’ Maestrelli |

| Arbitro: | Scarpi (Dolo) |

|           |           |             |
| Boffi 70’ | Marcatori | 11’ Miniati |

### Coppa Italia

#### Sedicesimi di finale
| Arbitro: | Bellè (Venezia) |

|                    |           |               |
| Quaresima 24’, 68’ | Marcatori | 70’ Michelini |

## Statistiche

### Statistiche di squadra
| Competizione | Punti | In casa | In casa | In casa | In casa | In casa | In casa | In trasferta | In trasferta | In trasferta | In trasferta | In trasferta | In trasferta | Totale | Totale | Totale | Totale | Totale | Totale | DR |
| Competizione | Punti | G       | V       | N       | P       | Gf      | Gs      | G            | V            | N            | P            | Gf           | Gs           | G      | V      | N      | P      | Gf     | Gs     | DR |
| ------------ | ----- | ------- | ------- | ------- | ------- | ------- | ------- | ------------ | ------------ | ------------ | ------------ | ------------ | ------------ | ------ | ------ | ------ | ------ | ------ | ------ | -- |
| Serie A      | 29    | 15      | 8       | 4       | 3       | 27      | 10      | 15           | 2            | 5            | 8            | 19           | 34           | 30     | 10     | 9      | 11     | 46     | 44     | +2 |
| Coppa Italia |       | -       | -       | -       | -       | -       | -       | 1            | 0            | 0            | 1            | 1            | 2            | 1      | 0      | 0      | 1      | 1      | 2      | -1 |
| Totale       |       | 15      | 8       | 4       | 3       | 27      | 10      | 16           | 2            | 5            | 9            | 20           | 35           | 31     | 10     | 9      | 11     | 47     | 46     | +1 |

### Statistiche dei giocatori
| Giocatore      | Serie A  | Serie A | Coppa Italia | Coppa Italia | Totale   | Totale |
| Giocatore      | Presenze | Reti    | Presenze     | Reti         | Presenze | Reti   |
| -------------- | -------- | ------- | ------------ | ------------ | -------- | ------ |
| S. Bertoni (I) | 28       | 7       | -            | -            | 28       | 7      |
| M. Borelli     | 2        | 0       | -            | -            | 2        | 0      |
| C. Ceresoli    | 6        | -10     | -            | -            | 6        | -10    |
| B. Chizzo      | 9        | 0       | 1            | 0            | 10       | 0      |
| U. Conti       | 20       | 9       | 1            | 0            | 21       | 9      |
| E. Gabardo     | 10       | 6       | -            | -            | 10       | 6      |
| T. Garibaldi   | 3        | 0       | 1            | 0            | 4        | 0      |
| M. Genta       | 30       | 0       | 1            | 0            | 31       | 0      |
| B. Ispiro      | 6        | 0       | 1            | 0            | 7        | 0      |
| A. Lazzaretti  | 17       | 3       | -            | -            | 17       | 3      |
| S. Marchi      | 30       | 0       | 1            | 0            | 31       | 0      |
| G. Michelini   | 23       | 2       | 1            | 1            | 24       | 3      |
| A. Miniati     | 12       | 6       | 1            | 0            | 13       | 6      |
| G. Neri (II)   | 21       | 11      | -            | -            | 21       | 11     |
| C. Paoletti    | 7        | 0       | -            | -            | 7        | 0      |
| V. Sardelli    | 21       | 0       | 1            | 0            | 22       | 0      |
| L. Scarabello  | 10       | 0       | -            | -            | 10       | 0      |
| G. Tavoletti   | 24       | -34     | 1            | -2           | 25       | -36    |
| A. Verrina     | 1        | 0       | -            | -            | 1        | 0      |
| C. Villa       | 18       | 0       | -            | -            | 18       | 0      |